# Dys
Dys is een plaats in het Poolse district  Lubelski, woiwodschap Lublin. De plaats maakt deel uit van de gemeente Niemce en telt 1200 inwoners.